# Play (S.H.E專輯)
《Play》是台灣女子組合S.H.E的第八張錄音室專輯、第十張專輯，於2007年5月11日推出。

## 簡介
此張專輯如同專輯名稱一樣，是以「玩」、「玩樂」的精神為出發點而製作的專輯。首波主打歌〈中國話〉完全跳脫以往的主打歌模式，首次嘗試在這首歌挑戰中國最傳統的繞口令並融合電子、舞曲、嘻哈和Rap元素；但主打歌〈中國話〉在台灣卻引起不滿的聲浪，引發爭議，原因是〈中國話〉這首歌被很多網友批評有諂媚中國大陸、有替中國大陸造勢的嫌疑，而《自由時報》更大篇幅報導炒作此事，引發S.H.E歌迷在網路上號召拒看《自由時報》，也引發《台灣蘋果日報》專欄作家木瓜霞諷刺《自由時報》。雖然〈中國話〉在台灣惹上爭議，但此張專輯仍攻佔g-music與五大唱片銷售排行榜冠軍，而g-music市場佔有率創下52%的記錄，僅次於紀錄保持人周杰倫《七香》的55.25%。
2007年4月12日，華研國際音樂發佈了此專輯的第二首主打歌〈五月天〉，可是其實這首歌與樂隊五月天並沒有任何關係，但這首歌的MV還是找來五月天成員阿信來演出；而五月天知道這首以他們團名為名字的歌曲後感到意外又開心，並答應將來會優先為S.H.E寫歌。《五月天》是首抒情搖滾的歌曲，而這首歌的歌詞是唱片公司製作團隊在網路發現的作品，而被這首歌詞所吸引的原因就是歌名引用至「五月天」的團名，歌詞是陳震所寫並在網路上發表，之後再由新銳創作人鄭楠譜曲。此外，受到多年來有關演唱改編外國歌曲而受到批評的S.H.E，終於在這張專輯發表自己創作的作品。Selina和Ella一起在專輯中首次詞曲創作了描述S.H.E彼此感情的《老婆》，由Selina填詞、Ella譜曲，Hebe則在專輯中首次為《說你愛我》填詞。「聽袁惟仁彈吉他」則於4月13日公開播放，而此首歌曲是原創作者「張簡君偉」在音樂創作上因為受到袁惟仁的影響和啟蒙，以自身的經歷而創作出來的音樂作品，並藉由這首歌反應出現今音樂唱片界的窘況。而由陶喆作曲的「好心情Just be Yourself」有兩種版本，分別由S.H.E唱快版，由劉若英唱慢版，而這個也是繼《不想長大》專輯中的歌曲「Super Model」後另一首達芙妮女鞋的廣告歌。
在2007年4月20日，華研國際音樂（HIM）於S.H.E的Xuite和 Windows Live Spaces建立倒數計秒倒數專題發售日。
此張專輯除了發行「豪華版」之外，另有發行「經濟版」：豪華版有附贈Bonus DVD，經濟版則未附贈Bonus DVD。2007年8月17日發行《Play》影音館（DVD）。
最終《Play》專輯台灣銷量大破15萬張，位居2007年台灣專輯銷售年度排行榜第三名。專輯僅發行半個月，在中國也有50萬張的銷量。專輯中的歌曲〈五月天〉、〈中國話〉和〈聽袁惟仁彈吉他〉分別入選2007年度Hit Fm年度百首單曲的第10位、39位和48位。

## 唱片版本
※ 以下發行版本皆以當地（台灣）為準。
- 「豪華版」專輯，在發行前預購時和發行後皆為精裝版，而專輯預購時會附贈預購贈品，正式發行後則無贈品；「經濟版」專輯，在發行前預購時和發行後皆為經濟版，也沒有預購贈品。

| 類型   | 發行日期      | 版本   |
| ------ | ------------- | ------ |
| CD+DVD | 2007年5月11日 | 豪華版 |
| CD     | 2007年5月11日 | 經濟版 |

- 「豪華版」：

- 唱片行預購通路加贈 S.H.E play around自拍寫真手札
- 7-11預購通路加贈 S.H.E拼圖、7-11年度廣告曲〈Always Open〉單曲CD

- 「經濟版」：

- 唱片行預購通路，無贈品
- 7-11預購通路，無贈品

## 完整曲目
| 曲序     | 曲目                                                  |                 | 作曲                                                                | 编曲                                                  | 製作人   | 备注                                                                                            | 时长  |
| -------- | ----------------------------------------------------- | --------------- | ------------------------------------------------------------------- | ----------------------------------------------------- | -------- | ----------------------------------------------------------------------------------------------- | ----- |
| 1.       | 中國話 （Chinese）                                    | 鄭楠 / 施人誠   | 鄭楠                                                                | 鄭楠                                                  | 王治平   | 首波主打歌                                                                                      | 3:14  |
| 2.       | 謝謝你的溫柔 （Thanks for Your Gentleness）           | 陳信宏/施人誠   | 陳信宏/王美蓮                                                       | 王美蓮/呂紹淳                                         | 王治平   | 第四波主打 與飛輪海合唱 部分旋律和歌詞取自五月天歌曲「溫柔」                                    | 4:36  |
| 3.       | 聽袁惟仁彈吉他 （Listen to Yuan Wei-Ren Play Guitar） | 張簡君偉        | 張簡君偉                                                            | 張簡君偉                                              | 王治平   | 第三波主打                                                                                      | 4:21  |
| 4.       | 五月天 （Mayday）                                     | 陳震/施人誠     | 鄭楠                                                                | 呂紹淳                                                | 王治平   | 第二波主打                                                                                      | 3:52  |
| 5.       | 藉口 （Excuses）                                      | 陳震            | 鄭楠/左安安                                                         | 洪敬堯                                                | 王治平   | 第六波主打 歌詞融入周杰倫部分歌曲名稱，部分旋律和歌詞取自周杰倫歌曲「聽媽媽的話」，詞曲：周杰倫 | 4:06  |
| 6.       | Boom                                                  | 徐世珍          | Steve Smith/Anthony Anderson/Sean Hosein/Dan Deviller/Alisha Pillay | Steve Smith/Anthony Anderson/Sean Hosein/Dan Deviller | 王治平   | 第五波主打                                                                                      | 3:26  |
| 7.       | 再別康橋 （Goodbye Cambridge）                        | 文雅            | 李泉                                                                | Mac Chew                                              | 王治平   | 第九波主打 取材自徐志摩的《再別康橋》                                                           | 4:10  |
| 8.       | 倫敦大橋垮下來 （London Bridge Is Falling Down）      | 彭學斌@口袋音樂 | 鄭楠                                                                | 呂紹淳                                                | 王治平   | 第十波主打 部分旋律取自世界名曲「London Bridge Is Falling Down」                                | 3:26  |
| 9.       | 說你愛我 （Say You Love Me）                          | Hebe            | 宋圭璋/蘇亦承                                                       | 呂紹淳                                                | 王治平   | 第七波主打                                                                                      | 4:32  |
| 10.      | 好心情Just be yourself                                | 娃娃            | 陶喆                                                                | 陶喆                                                  | 陶喆     | 達芙妮年度廣告歌曲                                                                              | 3:27  |
| 11.      | 老婆 （Wife）                                         | Selina          | Ella                                                                | 王治平                                                | 王治平   | 第八波主打 描述S.H.E彼此感情的歌曲                                                              | 3:55  |
| 总时长： | 总时长：                                              | 总时长：        | 总时长：                                                            | 总时长：                                              | 总时长： | 总时长：                                                                                        | 43:05 |

## Bonus DVD
| 豪華版 Bonus DVD | 豪華版 Bonus DVD          | 豪華版 Bonus DVD | 豪華版 Bonus DVD                                | 豪華版 Bonus DVD      | 豪華版 Bonus DVD | 豪華版 Bonus DVD                        | 豪華版 Bonus DVD |
| 曲序             | 曲目                      |                  | 作曲                                            | 编曲                  | 製作人           | 备注                                    | 时长             |
| ---------------- | ------------------------- | ---------------- | ----------------------------------------------- | --------------------- | ---------------- | --------------------------------------- | ---------------- |
| 1.               | 觸電 MV                   | 施人誠           | 周杰倫                                          | 鍾興民                | 王治平           |                                         | 4:24             |
| 2.               | Ring Ring Ring MV         | 張家瑋           | 張博彥                                          | 呂紹淳                | 王治平           |                                         | 3:47             |
| 3.               | 我們怎麼了 MV             | 呂怡青/施人誠    | 呂怡青/Tank                                     | 洪敬堯                | 王治平           |                                         | 4:32             |
| 4.               | 紫藤花 MV                 | 姚若龍           | Carlsson Andreas Michael/Yaoub Rami/Poriter K C | 鍾興民/謝明祥(Room19) | 王治平           | 翻唱自Westlife的「Soledad」             | 4:02             |
| 5.               | Goodbye My Love MV        | 左安安/施人誠    | 左安安/Blake, Howard                            | 屠穎                  | 王治平           | 改編自Nightwish的「Walking in the Air」 | 4:00             |
| 6.               | 獨唱情歌 MV               | 姚若龍           | 呂建中                                          | 陳台證                | 王治平           | Tank與Selina合唱                        | 4:57             |
| 7.               | 封面拍攝花絮              |                  |                                                 |                       |                  |                                         | 4:20             |
| 8.               | 觸電MV拍攝花絮            |                  |                                                 |                       |                  |                                         | 2:58             |
| 9.               | Ring Ring Ring MV拍攝花絮 |                  |                                                 |                       |                  |                                         | 3:11             |
| 10.              | 我們怎麼了MV拍攝花絮      |                  |                                                 |                       |                  |                                         | 3:41             |
| 总时长：         | 总时长：                  | 总时长：         | 总时长：                                        | 总时长：              | 总时长：         | 总时长：                                | 39:52            |

## 預購附送單曲
7-Eleven預購限定
- 〈Always Open〉— 7-11年度廣告曲（作詞：徐世珍、作曲、編曲：侯志堅）

和飛輪海合唱

## Play影音館
- 2007年8月17日 發行（DVD）

※11首MV具字幕選擇(無字幕/MV字幕/卡拉OK字幕)及卡拉OK音聲多重(VOCAL/KALA)功能
DVD：
- PLAY MV：

1. 中國話
2. 謝謝你的溫柔
3. 聽袁惟仁彈吉他
4. 五月天
5. 藉口
6. BOOM
7. 再別康橋
8. 倫敦大橋垮下來
9. 說你愛我
10. 好心情 Just be yourself
11. 老婆

- PLAY with S.H.E & Guest：

1. 中國話 MV花絮
2. 五月天 MV花絮
3. 聽袁惟仁彈吉他 MV花絮

- S.H.E《PLAY》漁人碼頭慶功演唱會：

1. OPENING
2. BOOM
3. TALKING 1
4. 五月天
5. 再別康橋
6. 倫敦大橋垮下來
7. TALKING 2
8. 謝謝你的溫柔
9. 中國話KUSO VCR
10. 中國話
11. TALKING 3
12. 聽袁惟仁彈吉他
13. TALKING 4
14. 說你愛我
15. 好心情 (達芙妮年度廣告歌曲)
16. TALKING 5
17. 藉口
18. 老婆VCR
19. 老婆
20. 魔力
21. 慶功演唱會幕後紀實

DVD 2 (新加坡版)：
- 新加坡版 Bonus 幕後花絮:

1. PLAY 新加坡慶功Fun Party幕後實錄

## 復刻版卡帶
2017年12月22日，推出收錄了第1張專輯至第13張專輯(包含兩張精選集)的S.H.E16週年復刻紀念全套卡帶組《小時帶 S.H.E's in style》卡帶紀念組，此張專輯為16週年復刻卡帶紀念組所收錄13張專輯中其中之一，當中的歌曲《再別康橋》因版權問題而無法收錄。

## 獎項
- 2008年 HITO流行音樂獎 HITO年度十大華語歌曲－〈五月天〉
- 2008年 MusicRadio中國TOP排行榜 港臺十五大年度金曲－〈中國話〉
- 2008年 中國歌曲排行榜 年度金曲－〈中國話〉
- 2008年 中國原創音樂流行榜
  - 全國至尊金曲大獎－〈中國話〉
  - 港臺金曲獎－〈聽袁惟仁彈吉他〉
- 2008年 無線音樂盛典咪咕滙 最暢銷說唱金曲－〈中國話〉
- 2007年 東南勁爆音樂榜
  - 勁爆最佳MV獎－〈中國話〉
  - 勁爆十大金曲－〈中國話〉
- 2008年 加拿大至Hit中文歌曲排行榜 全國推崇十大歌曲（國語）－〈中國話〉
- 2007年 新城國語力頒獎禮 新城國語力歌曲－〈中國話〉、〈五月天〉
- 2008年 新城國語力頒獎禮 新城國語力歌曲－〈聽袁淮仁彈吉他〉
- 2007年 新城勁爆頒獎禮 新城勁爆國語歌曲大獎－〈中國話〉
- 2007年 CASH金帆音樂獎 最佳組合或樂隊演繹－〈中國話〉
- 2008年 SINA Music樂壇民意指數頒獎禮 我最喜愛至尊國語金曲－〈中國話〉
- 2008年 百度娛樂沸點 十大金曲－〈中國話〉
- 2008年 YHC流行歌曲排行榜年度總評選 港臺年度最受歡迎國語唱片（金獎）
- 2008年 YHC流行歌曲排行榜年度總評選 年度最受歡迎華人合唱歌曲－〈謝謝你的溫柔〉
- 2008年 KISS APPLE 親蘋果情歌榜 十大經典情歌（冠軍）－〈謝謝你的溫柔〉
- 2008年 新加坡e樂大賞 最好聽專輯（亞軍）

## 音樂錄影帶
| 歌名                   | 導演       | 發佈日期       | 發佈頻道                    | 附註             |
| ---------------------- | ---------- | -------------- | --------------------------- | ---------------- |
| 中國話                 | 馬宜中     | 2011年12月20日 | 華研國際音樂官方YouTube頻道 |                  |
| 謝謝你的溫柔           |            | 2011年12月21日 | 華研國際音樂官方YouTube頻道 |                  |
| 聽袁惟仁彈吉他         | 比爾賈     | 2011年12月21日 | 華研國際音樂官方YouTube頻道 | 特別演出：袁惟仁 |
| 五月天                 | 黃中平     | 2011年12月20日 | 華研國際音樂官方YouTube頻道 | 特別演出：阿信   |
| 藉口                   | 比爾賈     | 2011年12月21日 | 華研國際音樂官方YouTube頻道 | 特別演出：陳柏村 |
| Boom                   | 賴偉康     | 2011年12月20日 | 華研國際音樂官方YouTube頻道 |                  |
| 再別康橋               | Bounce製作 | 2012年8月30日  | 華研國際音樂官方YouTube頻道 |                  |
| 倫敦大橋垮下來         | Bounce製作 | 2012年8月30日  | 華研國際音樂官方YouTube頻道 |                  |
| 說你愛我               | 賴偉康     | 2011年12月20日 | 華研國際音樂官方YouTube頻道 | 特別演出：李國毅 |
| 好心情Just be yourself |            | 2012年8月30日  | 華研國際音樂官方YouTube頻道 |                  |
| 老婆                   | 賴偉康     | 2011年12月29日 | 華研國際音樂官方YouTube頻道 |                  |

## 演唱會
| 演唱會名稱                  | 舉行日期      | 舉行地點                             | 表演嘉賓 | 附註 |
| S.H.E《Play》慶功演唱會     | 2007年6月3日  | 台灣 台北縣（今新北市） 淡水漁人碼頭 |          | 相隔5年第二次舉辦免費非售票演唱會。收錄於2007年8月17日發行的《Play》影音館（DVD）。 演唱曲目 1. BOOM 2. 五月天 3. 再別康橋 4. 倫敦大橋垮下來 5. 謝謝你的溫柔 6. 中國話 7. 聼袁惟仁彈吉他 8. 説你愛我 9. 好心情 Just Be Yourself 10. 藉口 11. 老婆 12. 魔力 |
| S.H.E《Play》慶功 FUN PARTY | 2007年7月28日 | 新加坡 新加坡博覽中心                |          | |

## 其他作品
| 上一張专辑： Forever 新歌+精選 2006年7月21日 | 第10張专辑 2007年5月11日 | 第10張专辑 2007年5月11日 | 下一張专辑： 我的电台FM S.H.E 2008年9月23日 |